# Bayona (Francia)
Bayona (en francés: Bayonne pronunciado /baˈjɔn/; en euskera y gascón Baiona) es una comuna francesa y localidad situada en el suroeste de Francia, en la región de Nueva Aquitania, en la confluencia de los ríos Nive o Errobi y Adur, cerca del mar Cantábrico, en el departamento de los Pirineos Atlánticos, de la que es una de sus subprefecturas; forma parte, al mismo tiempo, de la provincia histórica vascofrancesa de Labort y de la región cultural de Gascuña. Bayona es además sede de la Comunidad de aglomeración del País Vasco, que engloba a casi todos los municipios del País Vasco francés. 
Su población era de 51 943 habitantes en el año 2019. El gentilicio en español es bayonés (en francés "bayonnais" y en euskera "baionar"). La localidad forma un núcleo urbano de más de 100 000 habitantes con las comunas contiguas de Anglet y Biarritz.

## Historia
Bayona fue fundada en el año 950 sobre las ruinas de un antiguo castrum romano, llamado Lapurdum, que ha dejado su nombre al territorio del Labort. Existen varias explicaciones sobre el significado del nombre de Bayona: También podría tratarse de un aumentativo vasco o gascón del latín Baia ("gran extensión de agua") o un nombre derivado del vasco Ibaiona ("buen río") o Ibaiune ("lugar del río").
En el siglo IX fue ocupada por los vikingos, lo que transmitió a sus habitantes los secretos de su construcción naval. Recuperada por el duque de Vasconia Guillermo Sancho casi un siglo después, pasó a ser la capital del vizcondado de Labort. Durante años formó parte del ducado de Aquitania, el cual pasó a dominación inglesa en 1155, desarrollándose como importante puerto, hasta que Dunois la conquistara el 21 de agosto de 1451, durante el reinado de Carlos VII de Francia, para la corona de Francia, último capítulo de la Guerra de los Cien Años.
A principios del siglo XVI sufrió varios ataques de tropas castellano-aragonesas, como consecuencia de los conflictos derivados tanto de la Conquista de Navarra como de las guerras entre la Monarquía Hispánica y el Reino de Francia.
Muchos judíos expulsados de los reinos de Castilla y de Aragón por los Reyes Católicos se establecieron en Bayona, hasta que en 1602 el rey les obligó a abandonar la ciudad, a la que volvieron en 1789, cuando se instalaron en el barrio de Saint Esprit. A lo largo de los conflictos esporádicos que agitaron los campos franceses en el siglo XVII, los agricultores de Bayona se encontraron cortos de pólvora y de proyectiles. Entonces metieron sus cuchillos de caza en los cañones de sus escopetas y confeccionaron lanzas improvisadas que se llamarían a partir de entonces bayonetas.
En el castillo de Marracq se firmaron en 1808 las actas de abdicación del rey Carlos IV de España y su hijo Fernando VII en favor de Napoleón Bonaparte, hecho conocido como las Abdicaciones de Bayona. El 8 de julio de ese mismo año se promulgó el Estatuto de Bayona como constitución española de José Bonaparte. El barrio de Saint-Esprit, situado sobre la margen derecha del Adur, se unió a Bayona el 1 de junio de 1857. Anteriormente formaba una comuna autónoma dentro del departamento de Landas.

## Economía
Está fundamentalmente basada en el comercio, la industria metalúrgica y la química.

## Atracciones turísticas

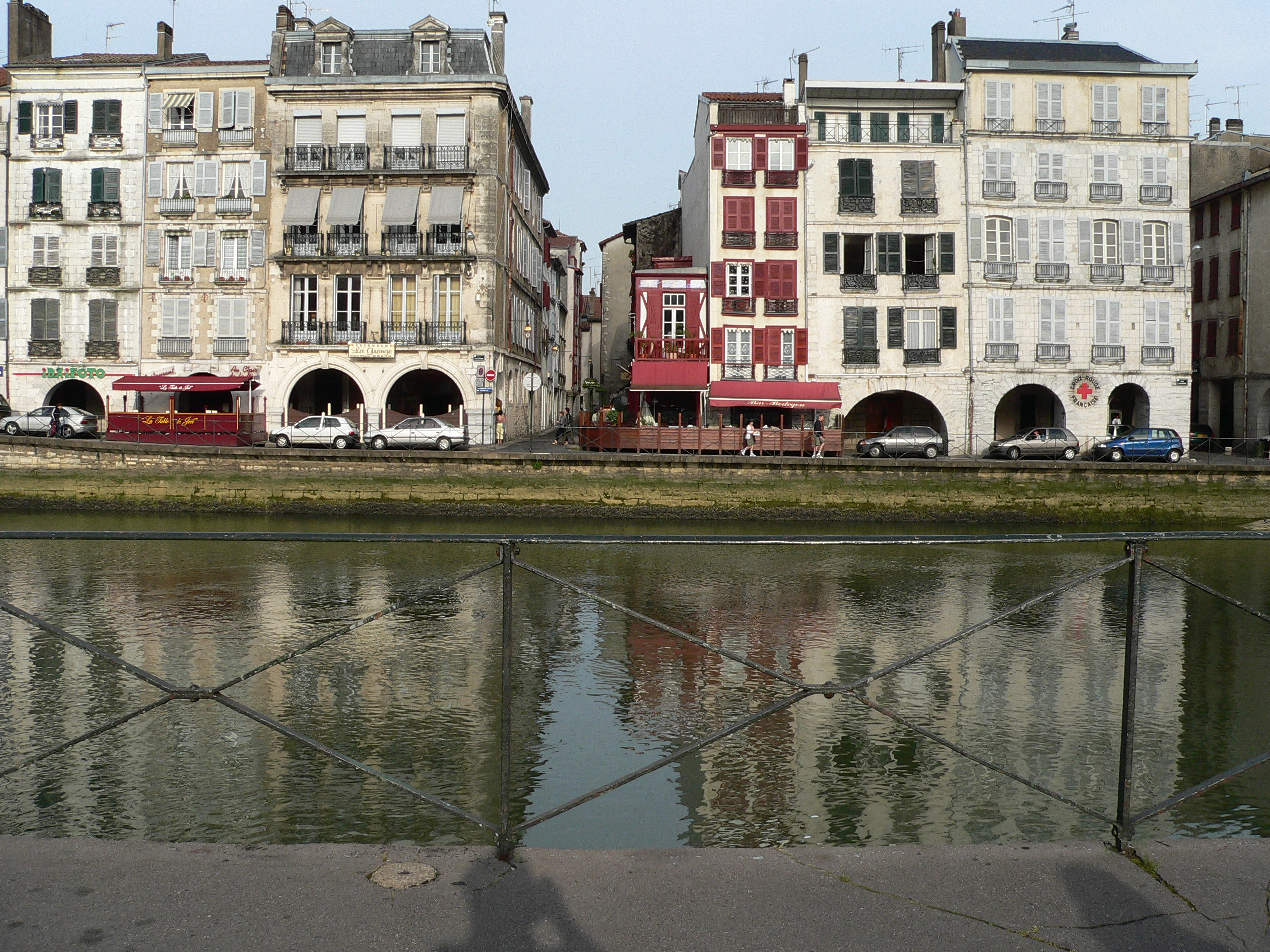
Vista desde el barrio del Petit Bayonne.

- La catedral de Santa María: esta catedral ojival, comenzada en 1213, está coronada por dos campanarios de 85 m de altura. Acoge el sepulcro de San León, patrón de la ciudad. Un claustro de 1240 está anexo a ella en su zona sur. Fue declarada Patrimonio de la Humanidad por la Unesco en 1998, como monumento del Camino de Santiago en Francia.
- Château-Neuf
- Château-Vieux
- Ciudadela y fortificaciones de Vauban
- Museo vasco e histórico de Bayona
- Museo Bonnat, creado con las colecciones del pintor realista Léon Bonnat. El más importante del área vasco-francesa. Junto con obras del propio Bonnat, alberga pinturas y dibujos de Botticelli, Rafael, Rembrandt, José de Ribera y maestros posteriores. Está cerrado por obras de ampliación hasta 2025.
- Plaza de toros

## Heráldica
En campo de gules, una torre circular, de oro, abierto, adjurado y mazonado de sable, puesto sobre ondas de agua de su color natural, ondeadas de oro y sable y acostada la torre de dos árboles de su color natural, frutados de oro; y dos leones de oro, empinados y afrontados a la torre. La torre está surmontada de una flor de lis de oro.
Timbre: Corona Ducal.

## Demografía
| Gráfica de evolución demográfica de Bayona (Francia) entre 1800 y 2019 |
|                                                                        |